# ADAC Sauerland-Bergpreis
Der ADAC Sauerland-Bergpreis war ein Bergrennen, das von 1965 bis 1984 zwischen Nuttlar und Kallenhardt auf der Landstraße 776 im Sauerland ausgerichtet wurde. 

## Beschreibung der historischen Bergrennen
Der Sauerland-Bergpreis als alljährlich im Oktober stattfindendes Motorsport-Rennen war zu seiner Zeit das größte Rennsportereignis in Nordrhein-Westfalen und eines der bedeutendsten Bergrennen in Deutschland. 
Viele bekannte Rennfahrer starteten in Nuttlar, unter ihnen Hans Joachim Stuck, Jochen Mass oder Keke Rosberg. In Zusammenarbeit mit anderen Vereinen der Region wurde das Rennen vom MSC Oberruhr e.V. im ADAC aus Meschede veranstaltet. Das Rennen war auch für 1985 geplant, die Genehmigung wurde jedoch verweigert.

## Wiederbelebung des Bergrennens und Veranstaltungsübersicht
Seit 2003 versuchte der ADAC Westfalen eine Neuauflage des legendären Rennens zu erreichen. Eine Ausnahmegenehmigung konnte nicht erreicht werden und auch eine Klage scheiterte.
Der 1. ADAC Sauerland-Bergpreis Historic fand Am 16. und 17. Oktober 2010 zwischen Ramsbeck und Berlar auf der Kreisstraße 44 statt. Bis 2018 fanden die Rennen zwischen Ramsbeck und Berlar statt. 2019 und 2020 sollte das Rennen wieder zwischen Nuttlar und Kallenhardt auf der Landstraße 776 durchgeführt werden. 2019 kam es wegen Auflagen und 2020 wegen der COVID-19-Pandemie in Deutschland nicht zum Rennen. Für 2021 wurde erneut ein Rennen geplant.
Der 6. ADAC Sauerland-Bergpreis Historic fand am Wochenende 22. bis 23. August 2015 mit 120 Renn-Teilnehmern statt.
Der 9. ADAC Sauerland-Bergpreis Historic fand am Wochenende 10. bis 12. August 2018 zwischen Ramsbeck und Berlar mit 30.000 Zuschauern  statt.
Der Rennfahrer Erich Rostek überließ 2021 dem Oldtimer-Curioseum in Usseln zahlreiche Erinnerungsstücke, um dort zur Geschichte von Bergrennen wie den ADAC Sauerland-Bergpreis auszustellen.
Die geplante Veranstaltung zum „10. Int. ADAC Sauerland Bergpreis Historic“ Nuttlar – Kallenhardt vom 19. bis 21. August 2022 konnte nicht stattfinden. Konkrete Pläne Durchführung der Veranstaltung waren Stand Herbst 2023 nicht erkennbar.